# Musée des Égouts de Paris

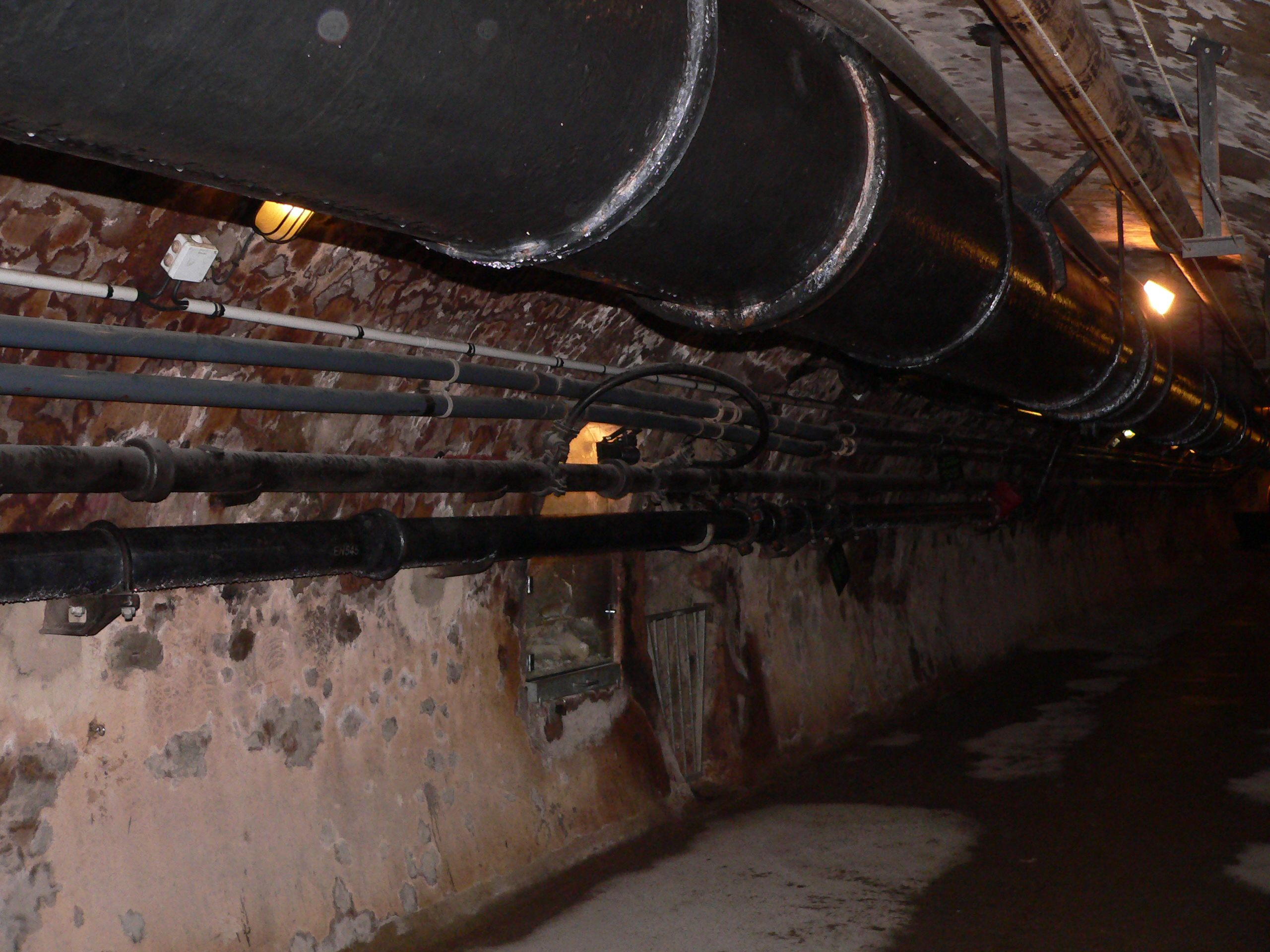
Égouts de Paris

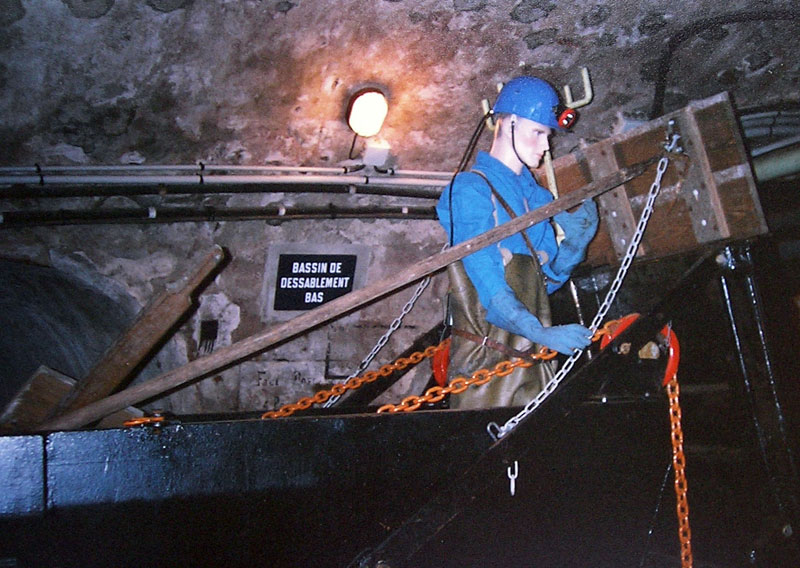
Égouts de Paris

Le Musée des Égouts de Paris is een museum in Parijs en staat in het teken van de riolering van Parijs met name het onderhoud c.q. schoonmaken hiervan. Het museum omvat een 500 meter lang gedeelte van het rioleringsstelsel, waarin het ontstaan en het functioneren wordt toegelicht. Ook worden er tochten door het Parijse rioleringsstelsel georganiseerd, echter niet (meer) per boot.
De riolering van Parijs wordt genoemd in Les Misérables (Jean Valjean; Boek II, hoofdstuk 1): "... Paris a sous lui un autre Paris ; un Paris d’égouts ; lequel a ses rues, ses carrefours, ses places, ses impasses, ses artères, et sa circulation, qui est de la fange, avec la forme humaine de moins."